# Theta Eridani
Theta Eridani (θ Eri / θ Eridani) este o stea în constelația Eridanul. Este numită de asemenea și Acamar (care înseamnă „sfârșitul râului“).
Acamar este o stea binară , având o magnitudine aparentă de +3,3 cu strălucirea în spectrul stelar de A4. Distanța de la Pământ este de 163 ani lumină.
- Coordonate pentru echinocțiul 2000: 
  - ascensie dreaptă: 2h58m15.70s
  - declinație: −40°18'17.0 "

Coordonate:  02h 58m 15.70s, +40° 18′ 17.0″
1. 1 2  Gaia Data Release 2
2. ↑  The Relation between Rotational Velocities and Spectral Peculiarities among A-Type Stars[*] Verificați valoarea |titlelink= (ajutor)